# Zbečno

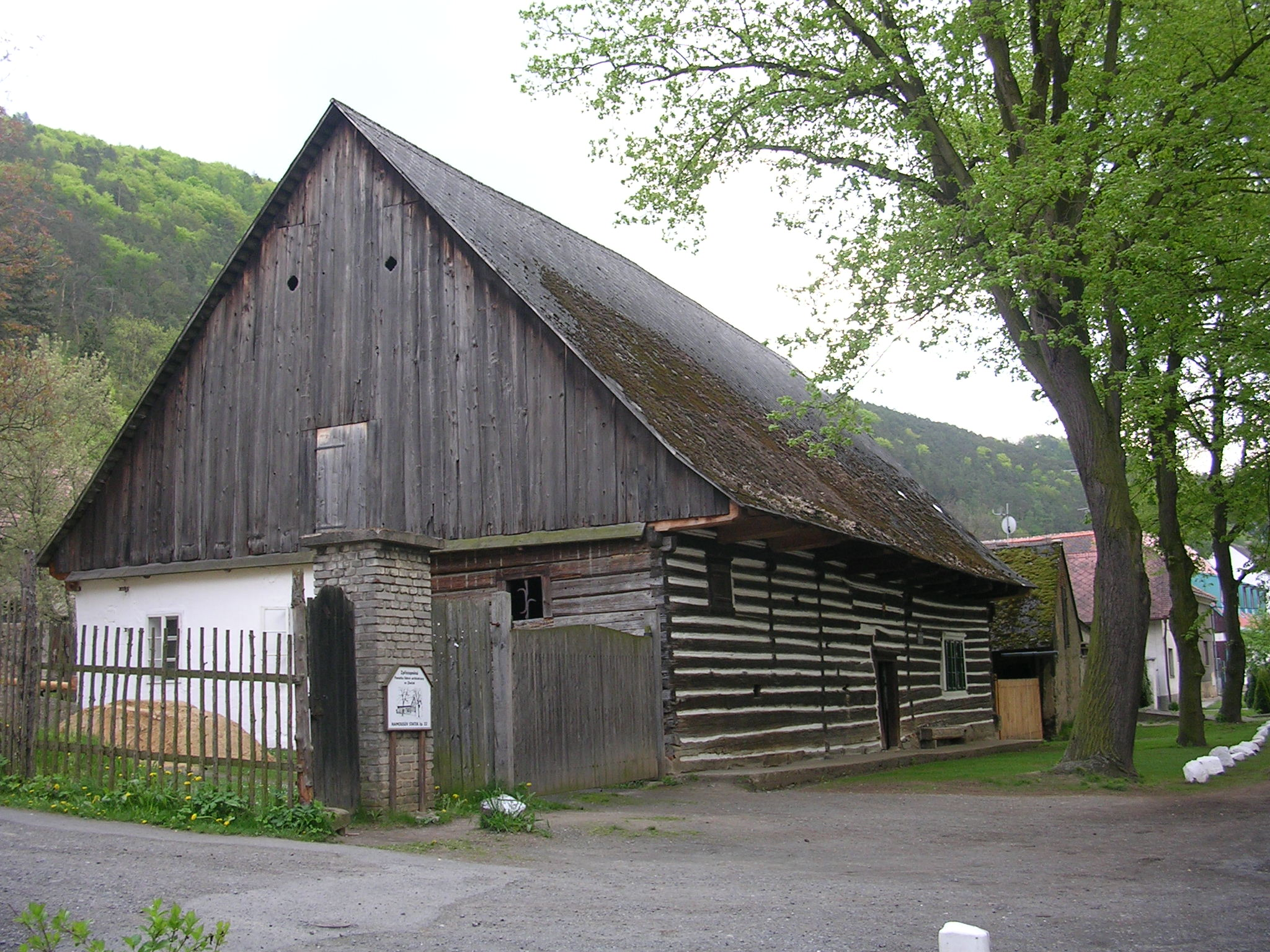
Hamousův statek

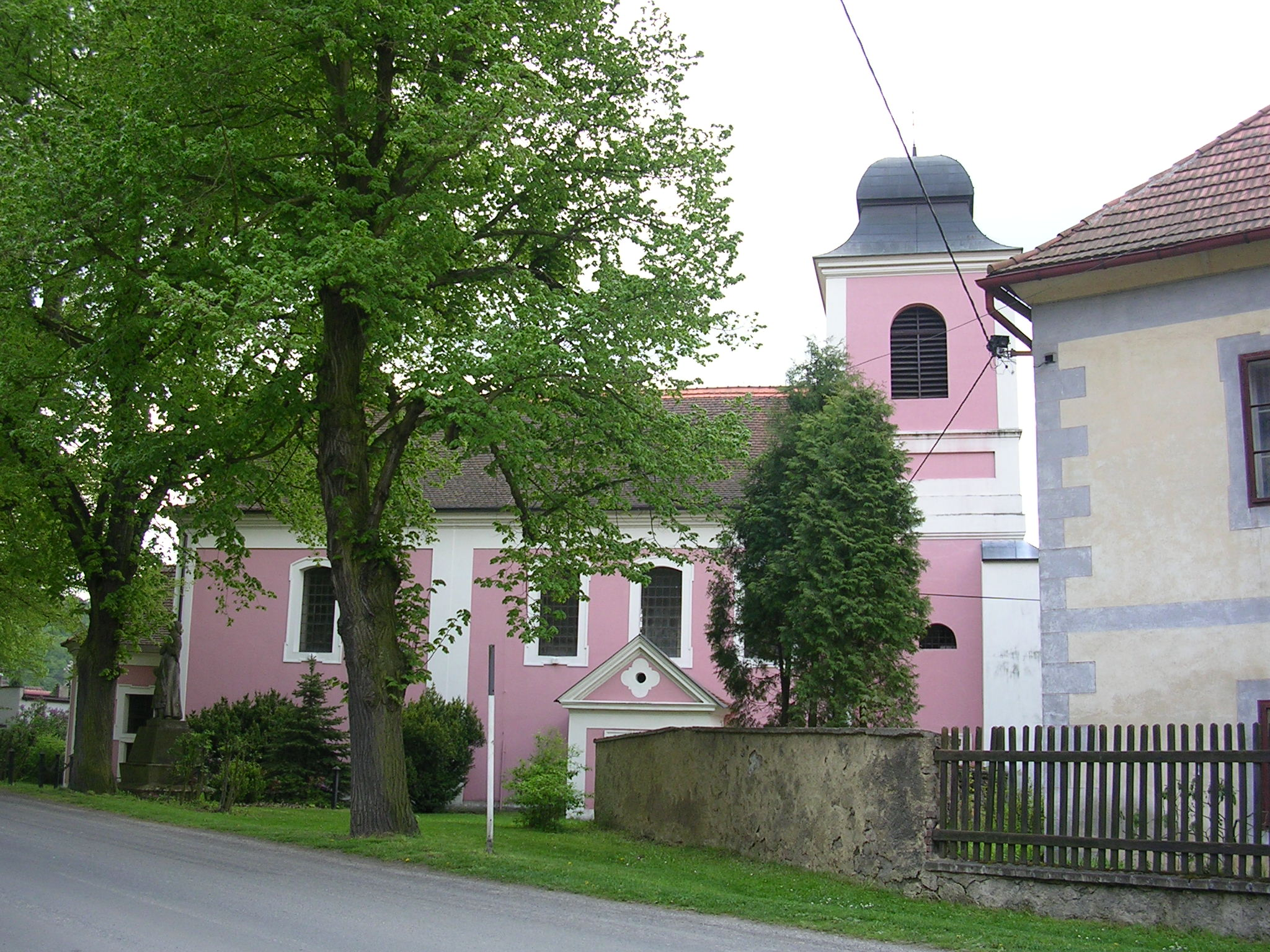
Kirche des hl. Martin

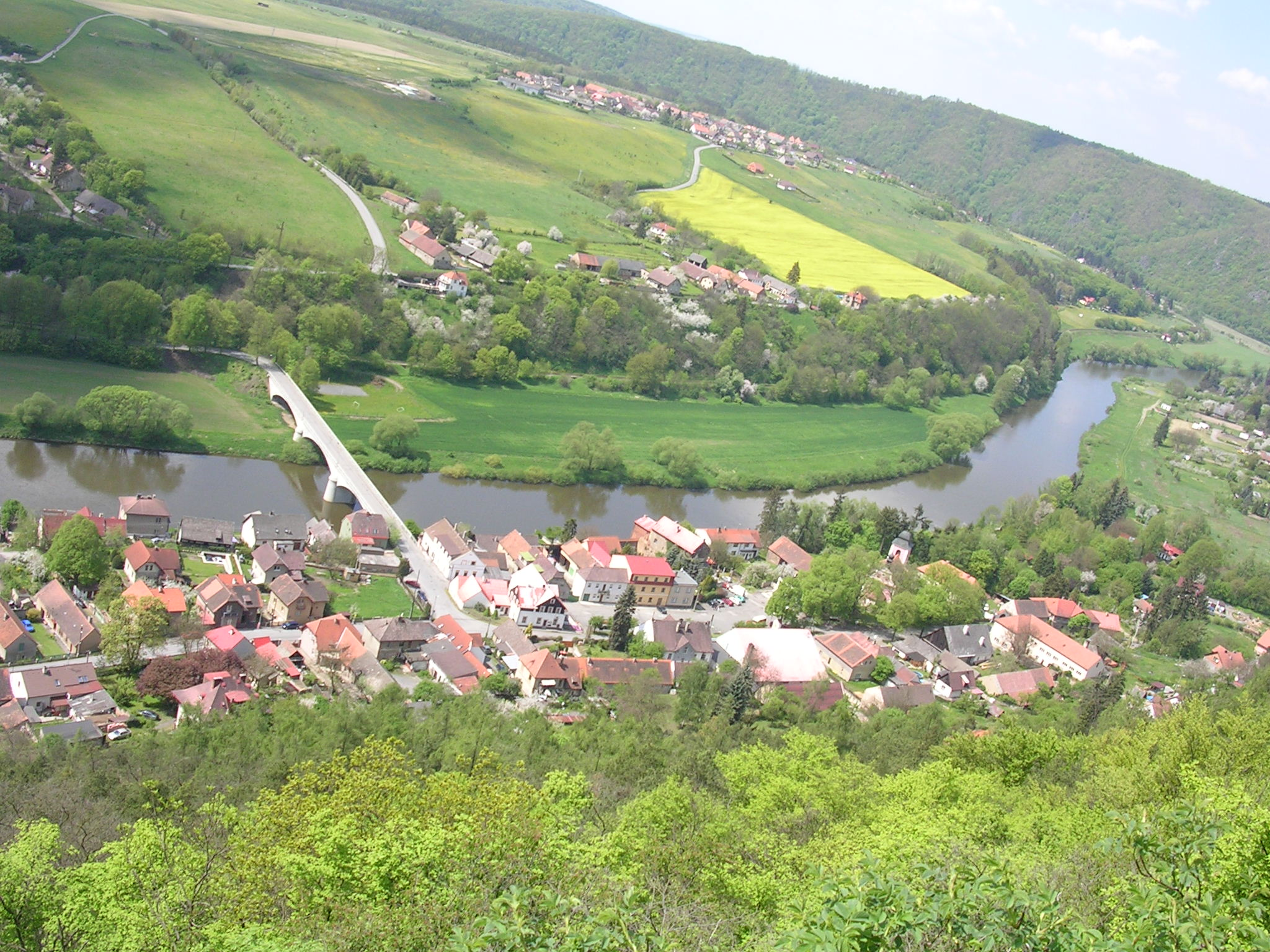
Blick von der Pěnčína auf Zbečno

Zbečno (deutsch Sbetschno, auch Zbetschno) ist eine Gemeinde in Tschechien. Sie liegt 14 Kilometer nordwestlich von Beroun und gehört zum Okres Rakovník.

## Geographie
Zbečno befindet sich in der Křivoklátská vrchovina im Landschaftsschutzgebiet Křivoklátsko. Das Dorf liegt unterhalb der Einmündung der Klíčava am linken Ufer der Berounka. Nach Osten hin umfasst das Gemeindegebiet das Waldgebiet um die Klíčava-Talsperre, gegen Südwesten die Berounkaschleife von Újezd, im Westen reicht es bis ins Tal der Štíhlice. Nördlich erheben sich die Sklada (453 m) und die Zakopané (417 m), im Nordosten die Pozdětina (412 m) und die Stará obora (459 m), östlich die Křížovská hora (442 m), der Jalový (450 m) und die Pěnčína (416 m), im Südosten der Lom (406 m), südwestlich der Lipový vrch (374 m) sowie im Nordwesten der Javůrek (445 m). Durch Zbečno führt die Staatsstraße II/201 zwischen Křivoklát und Unhošť. Am gegenüberliegenden Flussufer verläuft die Bahnstrecke Beroun–Rakovník, der Bahnhof Zbečno liegt gegenüber dem Steinbruch Sýkořice.
Nachbarorte sind Požáry, Plačkov, Novina und Klíčava im Norden, Fialka, Kaly, Bratronice und Běleč im Nordosten, Podřeže, Vrška und Senecká im Osten, Sýkořice im Südosten, Račice und Karlov im Süden, Dubina, Častonice und Roztoky im Südwesten, Amalín, Křivoklát, Újezd nad Zbečnem und Pohořelec im Westen sowie Písky im Nordwesten.

## Geschichte
Funde von Hügelgräbern belegen eine Besiedlung des Gemeindegebietes während der Hallstattzeit.
Zbečno wurde wahrscheinlich im 10. Jahrhundert im Zuge der ersten Landeskolonisation gegründet. Der Ursprung der Siedlung war ein hölzerner, nach Süden mit Gräben und Wällen befestigter Hof an der Einmündung der Klíčava in die Berounka. Als dieser nicht mehr genügend Platz bot, errichteten die Siedler um ihn herum neue Häuser. Die erste schriftliche Erwähnung von Zbečno erfolgte im Jahre 1003, kurz nach der Ersterwähnung der Burgstätte Křivoklát. Der Ort war zu dieser Zeit zu einem der wichtigsten wirtschaftlichen Zentren der Přemysliden angewachsen, dessen Gebiet im Westen bis nach Plasy reichte. Der Chronist Cosmas von Prag beschrieb in seiner Chronica Boemorum auch als fürstlichen Sitz. Durch Ausschmückungen späterer Chronisten entstanden Legenden nach denen sich bei Zbečno die Burg des legendären böhmischen Herrschers Krok wie auch der Sitz des hl. Wenzel befunden haben sollen. Im Jahre 1100 wurde Herzog Břetislav II. bei der Rückkehr von einer Jagd in der Gegend von Zbečno erschossen. Herzog Vladislav I. ließ um 1110 die Jagdburg Křivoklát zu einer steinernen Burg ausbauen, damit verlor auch die hölzerne Burganlage Zbečno ihre Bedeutung und verfiel. In der nachfolgenden Zeit wandelte sich auch der Name des Jagdreviers von Zbečenský hvozd in Křivoklátský hvozd (Pürglitzer Wald). Das Dorf lag nunmehr am Jagdweg der Přemyslidenherzöge von Prag zur Burg Křivoklát. Zur Gewährleistung des Schutzes der Burg führte König Ottokar II. Přemysl ein Lehenssystem ein, nach dem die freien Untertanen zur Verteidigung der Burg verpflichtet wurden oder anderweitige Dienste zu leisten hatten. Mehrere Bewohner von Zbečno waren auf der Burg Křivoklát zu Diensten beim Putz, der Feuerung, der Jagd und dem Fischfang verpflichtet. Auch nach der Übertragung der Wälder an die Burg Křivoklát blieb Zbečno weiterhin das wirtschaftliche Zentrum der Herrschaft. Zu Beginn des 14. Jahrhunderts fielen die Truppen Heinrich von Kärntens in die Gegend ein, Der Burggraf Wilhelm Zajíc von Waldek nahm dabei 13 Kärntner gefangen; er ließ sie an einer Eiche aufhängen und später verscharren. Der Flurname Zajícův dub sowie das später an der Stelle des Grabes errichtete Hegerhaus Zakopané erinnern noch heute an das Ereignis. Im Jahre 1330 ist eine Pfarre in Zbečno nachweislich, das Pfarrhaus wurde wahrscheinlich an der Stelle der wüsten Fürstenhofes errichtet. Dem Pfarrer von Zbečno oblag zu dieser Zeit u. a. auch die Administration der Pfarreien von Stradonice, Nové Strašecí, Mutějovice und Nezabudice.  Während der Hussitenkriege wurde Zbečno niedergebrannt. Obwohl die Kirche ruiniert war, blieb die Pfarrei eine von zwei katholischen Pfarreien im Rakonitzer Kreis erhalten. Die Friedenszeiten seit der Mitte des 15. Jahrhunderts führten auch in Zbečno wieder zu Wohlstand. Im Jahre 1450 wurde die Dorfschmiede errichtet. Zusammen mit dem Ausbau der Bürg Pürglitz begann während der Regentschaft von Vladislav II. Jagiello in den 1470er Jahren auch ein Umbau der Kirche, der 1520 abgeschlossen wurde und wahrscheinlich unter der Leitung der Pürglitzer Bauhütte vorgenommen wurde. Durch König Vladislav II. Jagiello wurde Zbečno zu Beginn des 16. Jahrhunderts zum Städtchen erhoben und erhielt Marktprivilegien. Während des Dreißigjährigen Krieges wurde Zbečno gänzlich ruiniert und verwüstet; übrig blieb ein Dorf ein aus 17 Häusern bestehendes Dorf mit drei Huben und 14 Chaluppen, in dem 73 Menschen lebten.
Im Jahre 1685 verkaufte Leopold I. die Herrschaft an Ernst Joseph Graf von Waldstein. Die Haupterwerbsquelle bildete die Forstwirtschaft und die Jagd. Zu dieser Zeit zeigten sich auch erste Veränderungen im zuvor unerschöpflichen Wildbestand des Pürglitzer Waldes; der letzte Bär wurde im Jahre 1692 geschossen und seit 1695 wurde auch kein Luchs mehr gesichtet. Die Fluren des Dorfes waren steinig und für die Landwirtschaft wenig tauglich. Angebaut wurden deshalb nur Gerste und Kartoffeln, die meisten Flächen dienten zur Futtergewinnung für due Rinder- und Schafzucht. Haupterwerbsquelle war die Köhlerei und die Flößerei auf der Klíčava, die zu diesem Zweck in drei Teichen aufgestaut wurde. 1731 vererbte Johann Joseph Graf von Waldstein die Herrschaft an seine Tochter und Universalerbin Maria Anna Fürstin zu Fürstenberg, die sie 1756 testamentarisch mit der Herrschaft Kruschowitz und dem Gut Nischburg zu einem Familienfideikommiss von 400.000 Gulden vereinigte. Die eine Hälfte des Erbes fiel ihren Söhnen Joseph Wenzel zu Fürstenberg-Stühlingen und Karl Egon I. zu Fürstenberg zu, die andere ihren Töchtern Henriette Fürstin von Thurn und Taxis und Maria Theresia zu Fürstenberg. Als Fideikommisserben setzte sie ihren zweitgeborenen Sohn Karl Egon I. ein, der durch Ausgleich auch die Anteile seiner Geschwister erwarb. Seit 1772 ist in Zbečno eine Schule nachweislich, das alte Schulhaus wurde 1797 abgetragen und durch einen Neubau ersetzt, der 1846 für einen dreiklassigen Unterricht erweitert werden musste.
Nach dem Tode von Karl Egon I. erbte 1787 dessen ältester Sohn Philipp Fürst zu Fürstenberg († 1790) den Besitz, ihm folgten seine Kinder Karl Gabriel zu Fürstenberg († 1799) und Leopoldine Prinzessin von Hessen-Rothenburg-Rheinfels. 1803 verzichteten die weiblichen Erben in einem Familienvergleich zugunsten des minderjährigen Karl Egon II. zu Fürstenberg und der fürstlichen und landgräflichen Häuser Fürstenberg; als Verwalter wurde bis zu dessen Volljährigkeit im Jahre 1817 Joachim Egon Landgraf von Fürstenberg eingesetzt. Die Flößerei verlor im 19. Jahrhundert zunehmend an Bedeutung. Der alte Friedhof einschließlich des Glockenturmes an der Friedhofsmauer wurde 1830 abgetragen.
Im Jahre 1843 bestand Zbetschno/Zbečno aus 80 Häusern mit 662 Einwohnern. Unter obrigkeitlichen Patronat standen die Pfarrkirche zum hl. Martin und die Pfarrschule. Außerdem gab es im Ort eine Mühle. Abseits lagen die Arbeiterkolonie (Senecká) und ein Hegerhaus (Novina) sowie die Burgruine Hiwna bzw. Giwno(Jiwno). Zbetschno war Pfarrort für Augezd ob Zbečno, Ratschitz und Sikořitz. Bis zur Mitte des 19. Jahrhunderts blieb Zbetschno dem Fideikommiss Pürglitz untertänig.
Nach der Aufhebung der Patrimonialherrschaften bildete Zbečno / Zbetschno ab 1850 mit den Ortsteilen Újezd nad Zbečnem, Sýkořice und Račice eine Gemeinde im Bezirk Rakonitz und Gerichtsbezirk Pürglitz. Im Jahre 1853 lösten sich Sýkořice und Račice los und bildeten die Gemeinde Sýkořice. Nach dem Tode von Karl Egon II. zu Fürstenberg erbte 1854 dessen zweitgeborener Sohn Max Egon I. den Fideikommiss Pürglitz. Im Jahre 1862 kaufte sich die Gemeinde von der Herrschaft Pürglitz frei. In Folge des verheerenden Hochwassers der Berounka, das ein neues Flussbett schuf, wurde die Flößerei 1872 gänzlich eingestellt. Die Rakonitz–Protivíner Bahn nahm am 30. April 1876 den Betrieb der Bahnstrecke Beroun–Rakovník auf; zum Bahnhof Zbečno, der auf dem Kataster von Újezd nad Zbečnem lag, führte eine Fähre. Nachdem 1880 in Zbečno 360 Kinder eingeschult waren, wurde in einem angemieteten Raum eine vierte Klasse unterrichtet. 1882 erfolgte der Bau eines neuen Schulhauses. Im Jahre 1899 wurde auch Újezd nad Zbečnem eigenständig. 1904 wurde in Zbečno ein Gendarmeriestation und eine Poststation eingerichtet, letztere erhielt 1919 den Status eines Postamtes. In den 1920er Jahren wurde die Gemeinde von Sommerfrischlern aus Prag und Kladno „entdeckt“. Zwischen 1925 und 1926 wurde die durch das ganze Dorf führende Straße von Běleč nach Křivoklát gebaut. 1925 wurde auch die Berounkabrücke eingeweiht, die Zbečno mit Újezd nad Zbečnem verband.
Im Jahre 1932 lebten in Zbečno 875 Personen; im Ort gab es ein Postamt, ein Telegraphenamt, eine Gendarmeriestation und eine katholische Kirche. Zwischen 1950 und 1953 wurde an der Klíčava im Laner Tiergarten eine Trinkwassertalsperre für Kladno errichtet. 1953 wurde die auf der Anhöhe östliche von Zbečno gelegene Siedlung Senecká einschließlich der Einschicht Vrška nach Sýkořice umgemeindet. Nach über 500 Jahren stellte die Dorfschmiede 1972 den Betrieb ein. Am 1. Jänner 1980 wurden Újezd nad Zbečnem und Račice eingemeindet, seit Beginn des Jahres 1992 bildet Račice wieder eine eigene Gemeinde.
Zbečno ist heute ein Erholungsort, seit den 1950er Jahren entstanden 460 Ferienhütten.

## Gemeindegliederung
Die Gemeinde Zbečno besteht aus den Ortsteilen und Katastralbezirken Újezd nad Zbečnem (Aujest bei Sbetschno) und Zbečno (Sbetschno). Grundsiedlungseinheiten sind Klíčava, Pohořelec (Pohorzeletz), Újezd nad Zbečnem und Zbečno. Außerdem gehören zu Zbečno die Einschichten Novina (Nowina), Plačkov (Platschkow) und Zakopané.

## Sehenswürdigkeiten
- Barocke Pfarrkirche des hl. Martin, ein Vorgängerbau entstand vermutlich im 10. Jahrhundert. Seit 1330 ist eine Pfarre in Zbečno nachweislich. Die heutige Kirche entstand in den Jahren 1714–1716 anstelle eines ruinierten Vorgängerbaus. Der Anbau des Turmes an der Westseite der Kirche erfolgte 1831.
- Pfarrhaus, errichtet zwischen 1707 und 1711
- Ruine der Burg Jivno (Giwno) über dem Klíčava-Stausee
- Naturreservat Brdatka, Felshang an der Berounka zwischen Zbečno und Křivoklát
- Talsperre Klíčava nördlich von Zbečno, sie dient der Trinkwasserversorgung von Kladno und Umgebung. Die Dammhöhe beträgt 50 m.
- Aussichtspunkt auf der Pěnčina
- Gezimmertes Speicherhaus Hamousův statek bzw. Rychta, es soll 1760 errichtet worden sein, durch dendrologische Untersuchungen  wurde jedoch festgestellt, dass die Holzkonstruktion aus dem 16. Jahrhundert stammt. Es dient heute als Museum.
- Wirtschaftsgebäude Nr. 29 in der Ortslage Zadní konec, es diente als Kulisse der Filme Ukřižovaná (1921), Kříž u potoka (1921) und Dům ztraceného štěstí (1928).
- Masaryk-Brücke, fertiggestellt 1925